# Stupid Dream
Stupid Dream es una de las grabaciones más celebradas del grupo inglés Porcupine Tree. Lanzado el 6 de abril de 1999, se convirtió en el álbum más vendido de la banda en aquel entonces. Es una colección de piezas ensambladas que sigue en la característica del grupo de crear atmósferas mezclando sintetizadores análogos con órgano, solos de guitarra que texturizan sobrepuestos a un bajo galopante, la batería precisa y con manejo de tiempos complejos, y que en conjunto dan forma a figuras armónicas psicodélicas, entregando una elegante combinación de música con reminiscencias setenteras pero que derrocha frescura y actualidad. Steven Wilson, el líder de la banda, muestra su genialidad y virtuosismo en canciones basadas en rock duro como "Even Less" o "Slave Called Shiver", de corte experimental como "Tinto Brass" (que toma el nombre de un director de cine erótico) y "Piano Lessons", o en el bello paisaje nostálgico que es "Stop Swimming". 

## Lista de canciones
- Todas las canciones escritas por Steven Wilson excepto donde se indique.

1. "Even Less" – 7:11
2. "Piano Lessons" – 4:21
3. "Stupid Dream" - 0:28
4. "Pure Narcotic" - 5:02
5. "Slave Called Shiver" - 4:40
6. "Don't Hate Me" - 8:30
7. "This Is No Rehearsal" - 3:26
8. "Baby Dream in Cellophane" - 3:15
9. "Stranger by the Minute" - 4:30
10. "A Smart Kid" - 5:22
11. "Tinto Brass" (Wilson/Barbieri/Edwin/Maitland) - 6:17
12. "Stop Swimming" - 6:53

- Datos: Q572050